# Đại An, Đại Lộc
Đại An là một xã thuộc huyện Đại Lộc, tỉnh Quảng Nam, Việt Nam.

## Địa lý
Xã Đại An nằm ở phía đông nam huyện Đại Lộc, có vị trí địa lý:
- Phía đông giáp xã Đại Hòa
- Phía tây giáp xã Đại Cường
- Phía nam giáp huyện Duy Xuyên
- Phía bắc giáp thị trấn Ái Nghĩa và xã Đại Nghĩa.

Xã Đại An có diện tích 6,61 km², dân số năm 2019 là 6.188 người, mật độ dân số đạt 936 người/km².

### Địa hình
Xã Đại An được bao bọc bởi sông Vu Gia và sông Thu Bồn nên địa hình chỉ toàn đồng bằng, không đồi núi.

## Hành chính
Xã Đại An được chia thành 5 thôn: Quảng Huế, Phú Phước, Phú Hòa, Phú Mỹ, Phú Nghĩa.

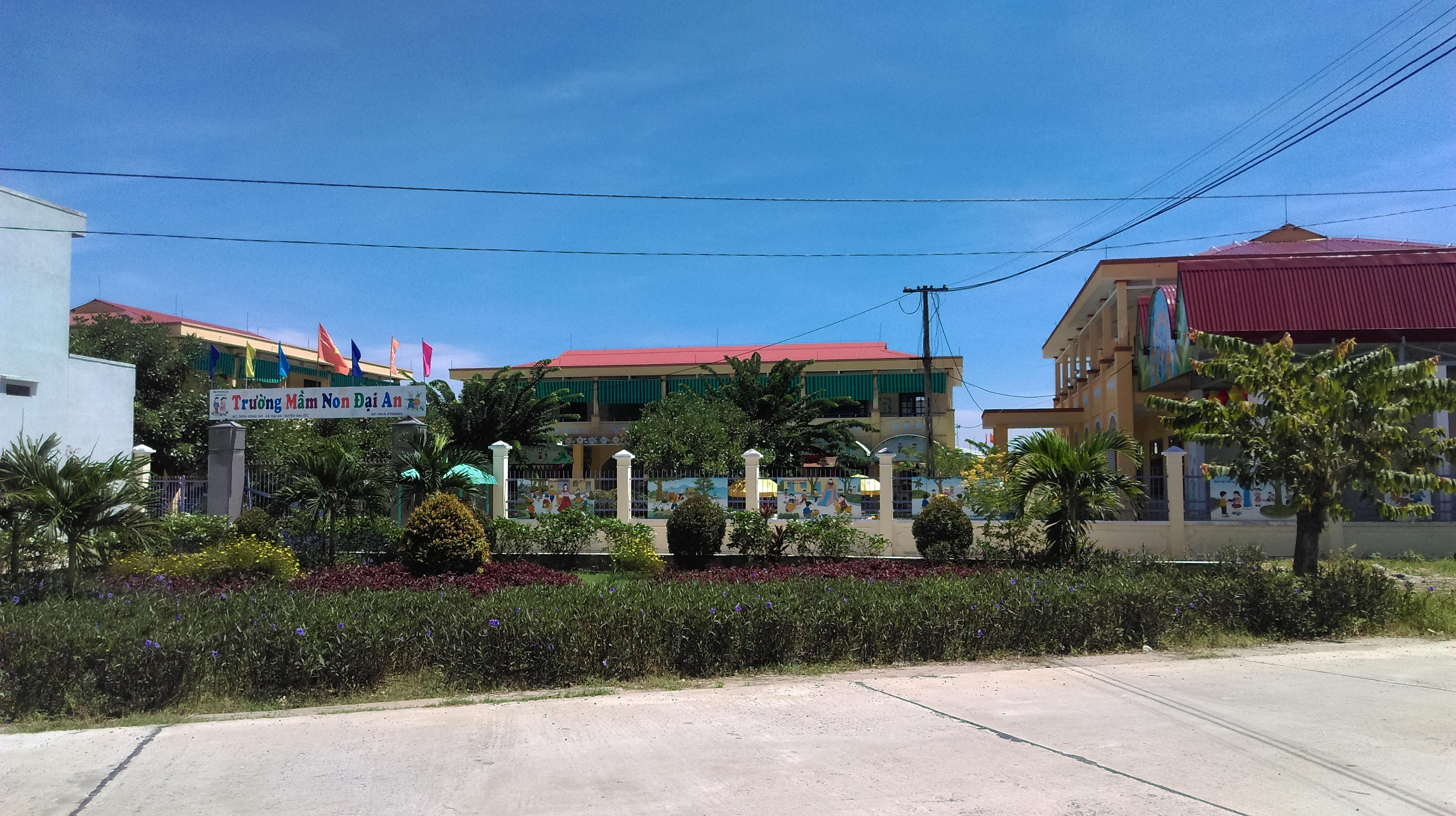
Trường Mầm non Đại An

## Lịch sử
Năm 1984, thị trấn Ái Nghĩa được thành lập trên cơ sở xã Đại Phước và một phần diện tích và dân số của các xã Đại An, Đại Hiệp, Đại Hoà, Đại Nghĩa.
Năm 1994, xã Đại An được giải thể và sáp nhập vào xã Đại Hòa.
Năm 2007, xã Đại An được tái lập trên cơ sở chia tách xã Đại Hòa.
Xã Đại An có 661,04 ha diện tích tự nhiên và dân số 7.607 người.

## Kinh tế - xã hội
Đại An là một xã thuần nông, kinh tế chủ yếu dựa vào cây lúa và cây rau màu (rau cải, đậu, bắp, ớt, các giống cây ngắn ngày...). Đại An được biết đến với cánh đồng rau màu Bàu Tròn như một trọng điểm kinh tế nông nghiệp của cả xã. Ngoài ra, còn có làng nghề khác như làng hương Phú lộc.
Chợ Quảng Huế là nơi giao lưu buôn bán của thương nhân các nơi cũng như người dân bản địa trong xã và các xã kế cận.

## Văn hóa
Là một xã thuần nông lâu đời nên nền văn hóa chủ yếu là văn hóa làng xã, quan hệ tông tộc được đề cao.
Lễ hội đình làng còn được duy trì ở hầu hết các làng thôn trong xã.

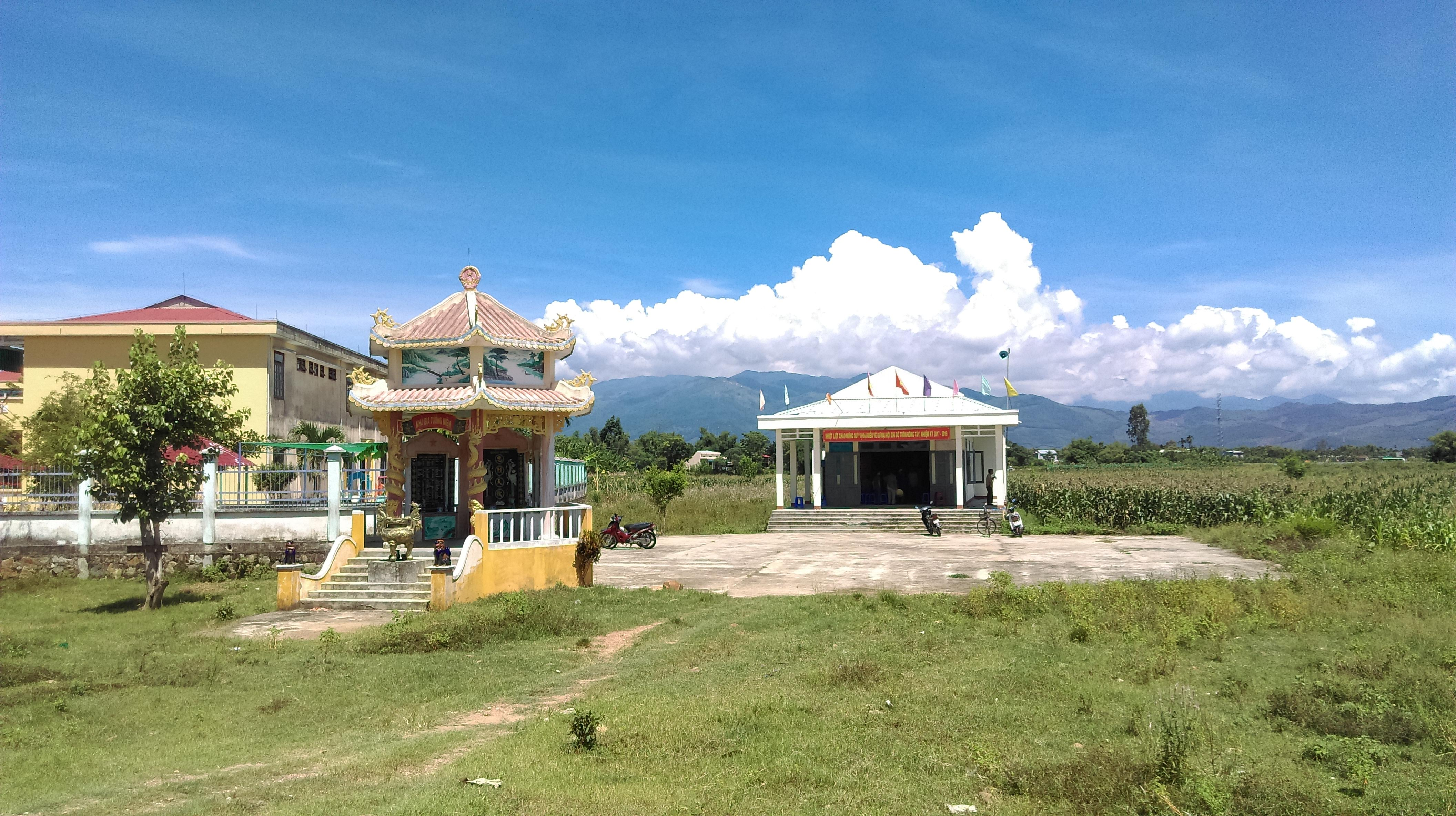
Nhà bia Tưởng niệm và Nhà Văn hóa thôn Đông Tây

### Di tích
Đại An được biết đến với dích lịch sử Đình Không Chái thôn Hóa Phú và chiến tích Đồn chợ cá thôn Ái Mĩ, di tích lịch sử Đình Chùa Làng Ái Mỹ Đông.